# Juvenilia (musikalbum)
Juvenilia är ett livealbum med det amerikanska death metal-bandet Morbid Angel som gavs ut den 18 april 2015 av skivbolaget Earache Records. Albumet är inspelad 14 november 1989 i Nottinghams Rock City under bandets "Grindcrusher Tour".

## Låtförteckning
Sida A
1. "Immortal Rites" – 3:51
2. "Suffocation" – 3:12
3. "Visions from the Dark Side" – 4:27
4. "Maze of Torment" – 5:26
5. "Chapel of Ghouls" – 4:48
6. "Guitar Solo" (instrumental) – 1:09

Sida B
1. "Bleed for the Devil" – 2:22
2. "Damnation" – 4:24
3. "Blasphemy" – 4:57
4. "Lord of All Fevers & Plague" – 3:34
5. "Evil Spells" – 5:00

## Medverkande
Morbid Angel
- Trey Azagthoth – gitarr
- David Vincent – sång, basgitarr
- Richard Brunelle – gitarr
- Pete Sandoval – trummor